# Ellen Fellmann
Ellen Fellmann (* 1968 in Mosbach) ist eine deutsche Komponistin und Regisseurin. Die Künstlerin arbeitet im Zwischenfeld von musikalischer und visuell raumbezogener Komposition. Ihr Fokus liegt auf einer erweiterten Kompositionsweise im Zwischenfeld von Musik, (Bewegt-)Bild und Raum. Ihre Arbeit umfasst instrumentale und elektroakustische Kompositionen, mehrkanalige Klangchoreographien und audio-visuelle Kompositionen wie auch Konzert-, Opern- und Musikdokumentarfilme. 

## Biografie
Ellen Fellmann absolvierte nach klassischer Klavier- und Gesangsausbildung in München ein Studium der Musikwissenschaft und Philosophie in München und Berlin (unter anderem bei Helga de la Motte-Haber, Wolfgang Auhagen, Herbert Schnädelbach und Sybille Krämer), war parallel Gaststudentin an der Deutschen Film- und Fernsehakademie Berlin (DFFB) und schloss 2002 ihren Magister mit Auszeichnung ab.
Seit 1999 entwickelt sie eine eigenständige audiovisuelle Kompositionsform, die sie ab 2003 (Gastkomponistin im Elektronischen Studio der TU Berlin bei Folkmar Hein) raumbezogen realisiert. Wichtige Impulse erhält sie unter anderem von Christina Kubisch, von Chaya Czernowin (Darmstädter Ferienkurse 2004) sowie von Mark Andre und Manos Tsangaris während ihres Aufbaustudiums Komposition an der Hochschule für Musik Dresden 2009.
Seit 2002 arbeitet sie zudem als Regisseurin im Konzert- und Musikdokumentarfilmbereich. Für Auftraggeber aus dem In- und Ausland entstehen zahlreiche Musikfilme im internationalen Kontext. Hervorzuheben ist dabei ihr Regiedebüt von Kent Nagano conducts classical Masterpieces, eine sechsteilige Reihe mit dem Deutschen Symphonie-Orchester Berlin in der Philharmonie Berlin 2005/06 (Premiere Kino Delphi in Berlin) sowie der Opernfilm Alice in Wonderland von Unsuk Chin, Uraufführung zur Eröffnung der Opernfestspiele der Staatsoper München 2007 in einer Inszenierung von Achim Freyer (Präsentation im Kino International in Berlin), sowie Musik ohne Heimat (2010), ein 60-minütiger Musikdokumentarfilm zur Deutschen Symphonie von Hanns Eisler für den WDR. Für die Tonhalle Düsseldorf führte sie von 2009 bis 2013 dreimal jährlich Regie für das Jugendkonzertformat 3-2-1 Ignition.
Seit Herbst 2010 ist sie als Dozentin an der Hochschule der Künste Bern (Schweiz) im Studiengang Musik- und Medienkunst beziehungsweise im Master of Contemporary Arts Practice wirksam.
Im März 2015 realisierte sie als Kuratorin das Ausstellungs- und Konzertprojekt Extended Compositions im Kunstquartier Bethanien und Radialsystem V Berlin.

## Auszeichnungen
- Stipendium des Edith-Ruß-Hauses für Medienkunst, der Stiftung Niedersachsen und Klangpol, Auftragswerk Schwarz (2007)
- Concours Internationaux de Musique et d’Art Sonore Electroacoustiques Bourges/France (IMEB) - Auszeichnung catégorie Multimedia (2007)
- Nominierung für den Prix Rose d’Or Luzern (2007)
- International Filmfestival World Fest Houston, Platinum Remi Award (2007)
- World Media Festival Hamburg, Intermediaglobe Silver (2007)
- International Filmfestival Tenerife, Teide Award (2007)
- New York Film Festivals, Certificate of Excellence (2006)
- Hot Bird Award Venice, Jury Special Award (2006)
- Résidence Internationale aux Récollets Paris, Artist-in-Residence Stipendium des Französischen Außenministeriums und der Stadt Paris (2006)